# Курт Альдер
Курт Альдер (нім. Kurt Alder; 10 липня 1902, Кенігсгютте — 20 червня 1958, Кельн) — німецький хімік-органік, доктор філософії (1926).

## Біографія
Курт Альдер народився в Німеччині, в Кенігсхютте (тепер це Хожув, Польща), неподалік від Катовиць, де його батько, Йозеф Альдер, працював вчителем. Хлопчик отримав початкову і середню освіту в місцевих школах. Наприкінці першої світової війни, незадовго до здобуття Польщею незалежності, сім'я переїхала до Німеччини, в Кіль, щоб зберегти німецьке підданство. У 1922 р. закінчив Альдер в Берліні середню школу і вступив до Берлінського університету, щоб вивчати хімію. Своє навчання Альдер продовжив в Університеті Християна Альбрехта (нині Кільський університет), де працював у Отто Дільса, професора органічної хімії і директора університетського Хімічного інституту. У 1926 р., завершивши дисертацію про реакції з азодікарбоновим ефіром, Альдер був удостоєний докторського ступеня і став асистентом Дільса.

## Нагороди
У 1949 р., Альдеру спільно з Дільсом була присуджена Нобелівська премія з хімії «за відкриття і розвиток дієнового синтезу». У своїй Нобелівській лекції Альдер зробив огляд тих наукових вишукувань, які привели його до відкриття, і описав структурні чинники, що визначають можливість утворення тієї чи іншої конкретної конфігурації. Учений відзначив, що саме селективне стеричних властивостей дієнового синтезу є «одним з вирішальних факторів, які визначають цінність дієнового синтезу як методу». «Якщо б основна властивість дієнового синтезу не було відкрито, ми ніколи б не дізналися, що з його допомогою можна отримувати речовини із суміші і розділяти їх в суміші, що дієнових синтез являє собою унікальний засіб визначення природи специфічних видів речовин».
Крім Нобелівської премії, Альдер був нагороджений медаллю Еміля Фішера Німецького хімічного товариства (1938). Йому були присвоєні почесні ступені медичного факультету Кельнського (1950) і Саламанкського (1954) університетів. Альдер був членом Німецької академії природодослідників «Леопольдина».